# Torneio de Roland Garros de 2016 - Dia a dia
Estes foram os jogos realizados nas quadras mais importantes a partir do primeiro dia das chaves principais.

## Dia 1 (22 de maio)
Alguns jogos agendados para domingo foram adiados devido à chuva, mas metade dos previstos foram concluídos antes que o mau tempo começasse.
Ordem dos jogos:
| Quadra Philippe Chatrier    | Quadra Philippe Chatrier                           | Quadra Philippe Chatrier                           | Quadra Philippe Chatrier |
| Evento                      | Vencedor(a)/(es/as)                                | Derrotado(a)/(os/as)                               | Resultado                |
| --------------------------- | -------------------------------------------------- | -------------------------------------------------- | ------------------------ |
| Simples feminino – 1ª fase  | Petra Kvitová [10]                                 | Danka Kovinić                                      | 6–2, 4–6, 7–5            |
| Simples masculino – 1ª fase | Kei Nishikori [5] vs. Simone Bolelli               | Kei Nishikori [5] vs. Simone Bolelli               | 6–1, 7–5, 2–1, suspenso  |
| Simples feminino – 1ª fase  | Anna Karolína Schmiedlová vs. Garbiñe Muguruza [4] | Anna Karolína Schmiedlová vs. Garbiñe Muguruza [4] | cancelado                |
| Simples masculino – 1ª fase | Jérémy Chardy [30] vs. Leonardo Mayer              | Jérémy Chardy [30] vs. Leonardo Mayer              | cancelado                |
| Quadra Suzanne Lenglen      |                                                    |                                                    |                          |
| Evento                      | Vencedor(a)/(es/as)                                | Derrotado(a)/(os/as)                               | Resultado                |
| Simples masculino – 1ª fase | Benoît Paire [19]                                  | Radu Albot [Q]                                     | 6–2, 4–6, 6–4, 1–6, 6–4  |
| Simples feminino – 1ª fase  | Lucie Šafářová [11]                                | Vitalia Diatchenko [PR]                            | 6–0, 6–2                 |
| Simples masculino – 1ª fase | Milos Raonic [8] vs. Janko Tipsarević [PR]         | Milos Raonic [8] vs. Janko Tipsarević [PR]         | cancelado                |
| Simples feminino – 1ª fase  | Simona Halep [6] vs. Nao Hibino                    | Simona Halep [6] vs. Nao Hibino                    | cancelado                |
| Quadra 1                    |                                                    |                                                    |                          |
| Evento                      | Vencedor(a)/(es/as)                                | Derrotado(a)/(os/as)                               | Resultado                |
| Simples masculino – 1ª fase | Nick Kyrgios [17]                                  | Marco Cecchinato                                   | 7–66, 7–66, 6–4          |
| Simples feminino – 1ª fase  | Svetlana Kuznetsova [13] vs. Yaroslava Shvedova    | Svetlana Kuznetsova [13] vs. Yaroslava Shvedova    | 4–6, 6–1, 3–1, suspenso  |
| Simples feminino – 1ª fase  | Karolína Plíšková [17] vs. Shelby Rogers           | Karolína Plíšková [17] vs. Shelby Rogers           | cancelado                |
| Simples masculino – 1ª fase | Jack Sock [23] vs. Robin Haase                     | Jack Sock [23] vs. Robin Haase                     | cancelado                |

## Dia 2 (23 de maio)
- Cabeças de chave eliminados:
  - Simples masculino:  Marin Čilić [10],  Steve Johnson [33]
  - Simples feminino:  Roberta Vinci [7],  Sara Errani [16],  Karolína Plíšková [17],  Jeļena Ostapenko [32]

Ordem dos jogos:
| Quadra Philippe Chatrier    | Quadra Philippe Chatrier                     | Quadra Philippe Chatrier                     | Quadra Philippe Chatrier     |
| Evento                      | Vencedor(a)/(es/as)                          | Derrotado(a)/(os/as)                         | Resultado                    |
| --------------------------- | -------------------------------------------- | -------------------------------------------- | ---------------------------- |
| Simples masculino – 1ª fase | Stan Wawrinka [3]                            | Lukáš Rosol                                  | 4–6, 6–1, 3–6, 6–3, 6–4      |
| Simples masculino – 1ª fase | Kei Nishikori [5]                            | Simone Bolelli                               | 6–1, 7–5, 6–3                |
| Simples feminino – 1ª fase  | Agnieszka Radwańska [2]                      | Bojana Jovanovski                            | 6–2, 6–0                     |
| Simples masculino – 1ª fase | Radek Štěpánek [Q] vs. Andy Murray [2]       | Radek Štěpánek [Q] vs. Andy Murray [2]       | 6–3, 6–3, 0–6, 2–4, suspenso |
| Simples feminino – 1ª fase  | Alizé Cornet vs. Kirsten Flipkens            | Alizé Cornet vs. Kirsten Flipkens            | cancelado                    |
| Quadra Suzanne Lenglen      |                                              |                                              |                              |
| Evento                      | Vencedor(a)/(es/as)                          | Derrotado(a)/(os/as)                         | Resultado                    |
| Simples feminino – 1ª fase  | Garbiñe Muguruza [4]                         | Anna Karolína Schmiedlová                    | 3–6, 6–3, 6–3                |
| Simples masculino – 1ª fase | Gilles Simon [16]                            | Rogério Dutra Silva                          | 7–65, 6–4, 6–2               |
| Simples masculino – 1ª fase | Richard Gasquet [9]                          | Thomaz Bellucci                              | 6–1, 6–3, 6–4                |
| Simples feminino – 1ª fase  | Oceane Dodin [WC] vs. Ana Ivanović [14]      | Oceane Dodin [WC] vs. Ana Ivanović [14]      | cancelado                    |
| Quadra 1                    |                                              |                                              |                              |
| Evento                      | Vencedor(a)/(es/as)                          | Derrotado(a)/(os/as)                         | Resultado                    |
| Simples masculino – 1ª fase | Jérémy Chardy [30]                           | Leonardo Mayer                               | 6–4, 3–6, 6–4, 6–2           |
| Simples feminino – 1ª fase  | Svetlana Kuznetsova [13]                     | Yaroslava Shvedova                           | 4–6, 6–1, 6–4                |
| Simples feminino – 1ª fase  | Caroline Garcia                              | Lesia Tsurenko                               | 7–5, 6–3                     |
| Simples masculino – 1ª fase | Lucas Pouille [29] vs. Julien Benneteau [WC] | Lucas Pouille [29] vs. Julien Benneteau [WC] | 6–3, 4–6, 6–4, suspenso      |
| Simples feminino – 1ª fase  | Elina Svitolina [18] vs. Sorana Cîrstea [Q]  | Elina Svitolina [18] vs. Sorana Cîrstea [Q]  | cancelado                    |

## Dia 3 (24 de maio)
- Cabeças de chave eliminados:
  - Simples masculino:  Kevin Anderson [18],  Philipp Kohlschreiber [24],  Federico Delbonis [31],  Fabio Fognini [32]
  - Simples feminino:  Angelique Kerber [3],  Victoria Azarenka [5],  Johanna Konta [20],  Jelena Janković [23],  Monica Niculescu [31]

Ordem dos jogos:
| Quadra Philippe Chatrier    | Quadra Philippe Chatrier | Quadra Philippe Chatrier | Quadra Philippe Chatrier |
| Evento                      | Vencedor(a)/(es/as)      | Derrotado(a)/(os/as)     | Resultado                |
| --------------------------- | ------------------------ | ------------------------ | ------------------------ |
| Simples feminino – 1ª fase  | Kiki Bertens             | Angelique Kerber [3]     | 6–2, 3–6, 6–3            |
| Simples masculino – 1ª fase | Andy Murray [2]          | Radek Štěpánek [Q]       | 3–6, 3–6, 6–0, 6–3, 7–5  |
| Simples masculino – 1ª fase | Novak Djokovic [1]       | Lu Yen-hsun              | 6–4, 6–1, 6–1            |
| Simples masculino – 1ª fase | Jo-Wilfried Tsonga [6]   | Jan-Lennard Struff [Q]   | 6–3, 6–4, 6–4            |
| Simples feminino – 1ª fase  | Serena Williams [1]      | Magdaléna Rybáriková     | 6–2, 6–0                 |
| Quadra Suzanne Lenglen      |                          |                          |                          |
| Evento                      | Vencedor(a)/(es/as)      | Derrotado(a)/(os/as)     | Resultado                |
| Simples feminino – 1ª fase  | Kristina Mladenovic [26] | Francesca Schiavone      | 6–2, 6–4                 |
| Simples masculino – 1ª fase | Rafael Nadal [4]         | Sam Groth                | 6–1, 6–1, 6–1            |
| Simples feminino – 1ª fase  | Ana Ivanović [14]        | Océane Dodin             | 6–0, 5–7, 6–2            |
| Simples masculino – 1ª fase | David Ferrer [11]        | Evgeny Donskoy           | 6–1, 6–2, 6–0            |
| Quadra 1                    |                          |                          |                          |
| Evento                      | Vencedor(a)/(es/as)      | Derrotado(a)/(os/as)     | Resultado                |
| Simples masculino – 1ª fase | Tomáš Berdych [7]        | Vasek Pospisil           | 6–3, 6–2, 6–1            |
| Simples masculino – 1ª fase | Lucas Pouille [29]       | Julien Benneteau [WC]    | 6–3, 4–6, 6–4, 7–64      |
| Simples feminino – 1ª fase  | Venus Williams [9]       | Anett Kontaveit          | 7–65, 7–64               |
| Simples feminino – 1ª fase  | Karin Knapp              | Victoria Azarenka [5]    | 6–3, 66–7, 4–0, ab.      |

## Dia 4 (25 de maio)
- Cabeças de chave eliminados:
  - Simples masculino:  Benoît Paire [19],  Lucas Pouille [29]
  - Simples feminino:  Ekaterina Makarova [27]
  - Duplas masculinas:  Juan Sebastián Cabal /  Robert Farah [13]
  - Duplas femininas:  Anabel Medina Garrigues /  Arantxa Parra Santonja [13]

Ordem dos jogos:
| Quadra Philippe Chatrier    | Quadra Philippe Chatrier | Quadra Philippe Chatrier | Quadra Philippe Chatrier |
| Evento                      | Vencedor(a)/(es/as)      | Derrotado(a)/(os/as)     | Resultado                |
| --------------------------- | ------------------------ | ------------------------ | ------------------------ |
| Simples feminino – 2ª fase  | Simona Halep [6]         | Zarina Diyas             | 7–65, 6–2                |
| Simples feminino – 2ª fase  | Garbiñe Muguruza [4]     | Myrtille Georges [WC]    | 6–2, 6–0                 |
| Simples masculino – 2ª fase | Andy Murray [2]          | Mathias Bourgue [WC]     | 6–2, 2–6, 4–6, 6–2, 6–3  |
| Simples masculino – 2ª fase | Milos Raonic [8]         | Adrian Mannarino         | 6–1, 7–60, 6–1           |
| Quadra Suzanne Lenglen      |                          |                          |                          |
| Evento                      | Vencedor(a)/(es/as)      | Derrotado(a)/(os/as)     | Resultado                |
| Simples feminino – 2ª fase  | Petra Kvitová [10]       | Hsieh Su-wei             | 6–4, 6–1                 |
| Simples masculino – 2ª fase | Stan Wawrinka [3]        | Taro Daniel              | 7–67, 6–3, 6–4           |
| Simples masculino – 2ª fase | Richard Gasquet [9]      | Bjorn Fratangelo [WC]    | 6–1, 7–64, 6–3           |
| Simples feminino – 2ª fase  | Agnieszka Radwańska [2]  | Caroline Garcia          | 6–2, 6–4                 |
| Quadra 1                    |                          |                          |                          |
| Evento                      | Vencedor(a)/(es/as)      | Derrotado(a)/(os/as)     | Resultado                |
| Simples masculino – 2ª fase | Kei Nishikori [5]        | Andrey Kuznetsov         | 6–3, 6–3, 6–3            |
| Simples feminino – 2ª fase  | Lucie Šafářová [11]      | Viktorija Golubic [Q]    | 6–2, 6–2                 |
| Simples masculino – 2ª fase | Gilles Simon [16]        | Guido Pella              | 4–6, 1–6, 7–5, 7–64, 6–4 |
| Simples feminino – 2ª fase  | Sloane Stephens [19]     | Verónica Cepede Royg [Q] | 7–60, 6–1                |

## Dia 5 (26 de maio)
- Cabeças de chave eliminados:
  - Simples masculino:  Bernard Tomic [20],  João Sousa [26]
  - Simples feminino:  Andrea Petkovic [28]
  - Duplas masculinas:  Raven Klaasen /  Rajeev Ram [8]
  - Duplas femininas:  Bethanie Mattek-Sands /  Lucie Šafářová [2],  Lara Arruabarrena /  Sara Errani [12],  Vania King /  Alla Kudryavtseva [15],  Chuang Chia-jung /  Hsieh Su-wei [16]

Ordem dos jogos:
| Quadra Philippe Chatrier    | Quadra Philippe Chatrier   | Quadra Philippe Chatrier | Quadra Philippe Chatrier |
| Evento                      | Vencedor(a)/(es/as)        | Derrotado(a)/(os/as)     | Resultado                |
| --------------------------- | -------------------------- | ------------------------ | ------------------------ |
| Simples feminino – 2ª fase  | Timea Bacsinszky [8]       | Eugenie Bouchard         | 6–4, 6–4                 |
| Simples masculino – 2ª fase | Rafael Nadal [4]           | Facundo Bagnis           | 6–3, 6–0, 6–3            |
| Simples masculino – 2ª fase | Jo-Wilfried Tsonga [6]     | Marcos Baghdatis         | 66–7, 3–6, 6–3, 6–2, 6–2 |
| Simples feminino – 2ª fase  | Kristina Mladenovic [26]   | Tímea Babos              | 6–4, 6–3                 |
| Quadra Suzanne Lenglen      |                            |                          |                          |
| Evento                      | Vencedor(a)/(es/as)        | Derrotado(a)/(os/as)     | Resultado                |
| Simples masculino – 2ª fase | Tomáš Berdych [7]          | Malek Jaziri             | 6–1, 2–6, 6–2, 6–4       |
| Simples masculino – 2ª fase | Novak Djokovic [1]         | Steve Darcis [Q]         | 7–5, 6–3, 6–4            |
| Simples feminino – 2ª fase  | Serena Williams [1]        | Teliana Pereira          | 6–2, 6–1                 |
| Simples feminino – 2ª fase  | Venus Williams [9]         | Louisa Chirico [Q]       | 6–2, 6–1                 |
| Quadra 1                    |                            |                          |                          |
| Evento                      | Vencedor(a)/(es/as)        | Derrotado(a)/(os/as)     | Resultado                |
| Simples feminino – 2ª fase  | Ana Ivanović [14]          | Kurumi Nara              | 7–5, 6–1                 |
| Simples masculino – 2ª fase | Roberto Bautista Agut [14] | Paul-Henri Mathieu       | 7–65, 6–4, 6–1           |
| Simples feminino – 2ª fase  | Daria Kasatkina [29]       | Virginie Razzano [WC]    | 3–6, 6–1, 6–3            |
| Simples masculino – 2ª fase | David Ferrer [11]          | Juan Mónaco              | 46–7, 6–3, 6–4, 6–2      |

## Dia 6 (27 de maio)
- Cabeças de chave eliminados:
  - Simples masculino:  Rafael Nadal [4],  Gilles Simon [16],  Nick Kyrgios [17],  Jack Sock [23],  Ivo Karlović [27],  Jérémy Chardy [30]
  - Simples feminino:  Petra Kvitová [10],  Lucie Šafářová [11],  Sloane Stephens [19],  Anastasia Pavlyuchenkova [24],  Barbora Strýcová [30]
  - Duplas masculinas:  Jean-Julien Rojer /  Horia Tecău [2],  Henri Kontinen /  John Peers [11]
  - Duplas femininas:  Raquel Atawo /  Abigail Spears [8]

Ordem dos jogos:
| Quadra Philippe Chatrier    | Quadra Philippe Chatrier           | Quadra Philippe Chatrier | Quadra Philippe Chatrier |
| Evento                      | Vencedor(a)/(es/as)                | Derrotado(a)/(os/as)     | Resultado                |
| --------------------------- | ---------------------------------- | ------------------------ | ------------------------ |
| Simples feminino – 3ª fase  | Garbiñe Muguruza [4]               | Yanina Wickmayer         | 6–3, 6–0                 |
| Simples feminino – 3ª fase  | Samantha Stosur [21]               | Lucie Šafářová [11]      | 6–3, 06–7, 7–5           |
| Simples masculino – 3ª fase | Richard Gasquet [9]                | Nick Kyrgios [17]        | 6–2, 7–67, 6–2           |
| Simples masculino – 3ª fase | Stan Wawrinka [3]                  | Jérémy Chardy [30]       | 6–4, 6–3, 7–5            |
| Quadra Suzanne Lenglen      |                                    |                          |                          |
| Evento                      | Vencedor(a)/(es/as)                | Derrotado(a)/(os/as)     | Resultado                |
| Simples feminino – 3ª fase  | Simona Halep [6]                   | Naomi Osaka              | 4–6, 6–2, 6–3            |
| Simples masculino – 3ª fase | Andy Murray [2]                    | Ivo Karlović [27]        | 6–1, 6–4, 7–63           |
| Simples feminino – 3ª fase  | Agnieszka Radwańska [2]            | Barbora Strýcová [30]    | 6–2, 66–7, 6–2           |
| Simples masculino – 3ª fase | Viktor Troicki [22]                | Gilles Simon [16]        | 6–4, 6–2, 6–2            |
| Quadra 1                    |                                    |                          |                          |
| Evento                      | Vencedor(a)/(es/as)                | Derrotado(a)/(os/as)     | Resultado                |
| Simples masculino – 3ª fase | Milos Raonic [8]                   | Andrej Martin [LL]       | 7–64, 6–2, 6–3           |
| Simples masculino – 3ª fase | Kei Nishikori [5]                  | Fernando Verdasco        | 6–3, 6–4, 3–6, 2–6, 6–4  |
| Simples feminino – 3ª fase  | Tsvetana Pironkova                 | Sloane Stephens [19]     | 6–2, 6–1                 |
| Duplas femininas – 2ª fase  | Martina Hingis [1] Sania Mirza [1] | Nao Hibino Eri Hozumi    | 6–2, 6–0                 |

## Dia 7 (28 de maio)
- Cabeças de chave eliminados:
  - Simples masculino:  Jo-Wilfried Tsonga [6],  Feliciano López [21],  Pablo Cuevas [25]
  - Simples feminino:  Ana Ivanovic [14],  Dominika Cibulková [22],  Kristina Mladenovic [26],  Daria Kasatkina [29]
  - Duplas masculinas:  Vasek Pospisil /  Jack Sock [7]
  - Duplas mistas:  Yaroslava Shvedova /  Florin Mergea [4]

Ordem dos jogos:
| Quadra Philippe Chatrier    | Quadra Philippe Chatrier                          | Quadra Philippe Chatrier          | Quadra Philippe Chatrier |
| Evento                      | Vencedor(a)/(es/as)                               | Derrotado(a)/(os/as)              | Resultado                |
| --------------------------- | ------------------------------------------------- | --------------------------------- | ------------------------ |
| Simples feminino – 3ª fase  | Timea Bacsinszky [8]                              | Pauline Parmentier                | 6–4, 6–2                 |
| Simples feminino – 3ª fase  | Serena Williams [1]                               | Kristina Mladenovic [26]          | 6–4, 7–610               |
| Simples masculino – 3ª fase | Ernests Gulbis                                    | Jo-Wilfried Tsonga [6]            | 2–5, ab.                 |
| Simples masculino – 3ª fase | Novak Djokovic [1]                                | Aljaž Bedene                      | 6–2, 6–3, 6–3            |
| Quadra Suzanne Lenglen      |                                                   |                                   |                          |
| Evento                      | Vencedor(a)/(es/as)                               | Derrotado(a)/(os/as)              | Resultado                |
| Simples masculino – 3ª fase | Dominic Thiem [13]                                | Alexander Zverev                  | 46–7, 6–3, 6–3, 6–3      |
| Simples feminino – 3ª fase  | Venus Williams [9]                                | Alizé Cornet                      | 7–65, 1–6, 6–0           |
| Duplas mistas – 1ª fase     | Kristina Mladenovic [3] Pierre-Hugues Herbert [3] | Arantxa Parra Santonja Mate Pavić | 6–3, 6–4                 |
| Quadra 1                    |                                                   |                                   |                          |
| Evento                      | Vencedor(a)/(es/as)                               | Derrotado(a)/(os/as)              | Resultado                |
| Simples feminino – 3ª fase  | Elina Svitolina [18]                              | Ana Ivanović [14]                 | 6–4, 6–4                 |
| Simples masculino – 3ª fase | David Ferrer [11]                                 | Feliciano López [21]              | 6–4, 7–66, 6–1           |
| Simples masculino – 3ª fase | Tomáš Berdych [7]                                 | Pablo Cuevas [25]                 | 4–6, 6–3, 6–2, 7–5       |

## Dia 8 (29 de maio)
- Cabeças de chave eliminados:
  - Simples masculino:  Kei Nishikori [5],  Milos Raonic [8],  John Isner [15],  Viktor Troicki [22]
  - Simples feminino:  Svetlana Kuznetsova [13],  Irina-Camelia Begu [25]
  - Duplas masculinas:  Jamie Murray /  Bruno Soares [4],  Treat Huey /  Max Mirnyi [10],  Radek Štěpánek /  Nenad Zimonjić [12],  Daniel Nestor /  Aisam-ul-Haq Qureshi [14]
  - Duplas femininas:  Martina Hingis /  Sania Mirza [1],  Timea Babos /  Yaroslava Shvedova [4],  Julia Görges /  Karolína Plíšková [10],  Andreja Klepač /  Katarina Srebotnik [11]

Ordem dos jogos:
| Quadra Philippe Chatrier    | Quadra Philippe Chatrier                          | Quadra Philippe Chatrier                       | Quadra Philippe Chatrier |
| Evento                      | Vencedor(a)/(es/as)                               | Derrotado(a)/(os/as)                           | Resultado                |
| --------------------------- | ------------------------------------------------- | ---------------------------------------------- | ------------------------ |
| Simples feminino – 4ª fase  | Garbiñe Muguruza [4]                              | Svetlana Kuznetsova [13]                       | 6–3, 6–4                 |
| Simples masculino – 4ª fase | Stan Wawrinka [3]                                 | Viktor Troicki [22]                            | 7–65, 76–7, 6–3, 6–2     |
| Simples masculino – 4ª fase | Richard Gasquet [9]                               | Kei Nishikori [5]                              | 6–4, 6–2, 4–6, 6–2       |
| Quadra Suzanne Lenglen      |                                                   |                                                |                          |
| Evento                      | Vencedor(a)/(es/as)                               | Derrotado(a)/(os/as)                           | Resultado                |
| Simples masculino – 4ª fase | Albert Ramos-Viñolas                              | Milos Raonic [8]                               | 6–2, 6–4, 6–4            |
| Simples feminino – 4ª fase  | Shelby Rogers                                     | Irina-Camelia Begu [25]                        | 6–3, 6–4                 |
| Simples masculino – 4ª fase | Andy Murray [2]                                   | John Isner [15]                                | 7–69 , 6–4, 6–3          |
| Simples feminino – 4ª fase  | Tsvetana Pironkova vs. Agnieszka Radwańska [2]    | Tsvetana Pironkova vs. Agnieszka Radwańska [2] | 2–6, 0–3, suspenso       |
| Quadra 1                    |                                                   |                                                |                          |
| Evento                      | Vencedor(a)/(es/as)                               | Derrotado(a)/(os/as)                           | Resultado                |
| Duplas femininas – 3ª fase  | Xu Yifan [9] Zheng Saisai [9]                     | Aleksandra Krunić Mirjana Lučić-Baroni         | 7–5, 7–5                 |
| Duplas masculinas – 3ª fase | Bob Bryan [5] Mike Bryan [5]                      | Radek Štěpánek [12] Nenad Zimonjić [12]        | 4–6, 7–66, 6–3           |
| Duplas masculinas – 3ª fase | Julien Benneteau [WC] Édouard Roger-Vasselin [WC] | Treat Huey [10] Max Mirnyi [10]                | 6–4, 6–4                 |
| Duplas femininas – 3ª fase  | Barbora Krejčíková Kateřina Siniaková             | Martina Hingis [1] Sania Mirza [1]             | 6–3, 6–2                 |
| Simples feminino – 4ª fase  | Simona Halep [6] vs. Samantha Stosur [21]         | Simona Halep [6] vs. Samantha Stosur [21]      | 5–3, suspenso            |

## Dia 9 (30 de maio)
Devido às chuvas, toda programação do dia foi cancelada (a primeira vez em dezesseis anos).
Ordem dos jogos.
| Quadra Philippe Chatrier    | Quadra Philippe Chatrier                          | Quadra Philippe Chatrier                          | Quadra Philippe Chatrier |
| Evento                      | Vencedor(a)/(es/as)                               | Derrotado(a)/(os/as)                              | Resultado                |
| --------------------------- | ------------------------------------------------- | ------------------------------------------------- | ------------------------ |
| Simples feminino – 4ª fase  | Venus Williams [9] vs. Timea Bacsinszky [8]       | Venus Williams [9] vs. Timea Bacsinszky [8]       | cancelado                |
| Simples feminino – 4ª fase  | Serena Williams [1] vs. Elina Svitolina [8]       | Serena Williams [1] vs. Elina Svitolina [8]       | cancelado                |
| Simples masculino – 4ª fase | Novak Djokovic [1] vs. Roberto Bautista Agut [14] | Novak Djokovic [1] vs. Roberto Bautista Agut [14] | cancelado                |
| Quadra Suzanne Lenglen      |                                                   |                                                   |                          |
| Evento                      | Vencedor(a)/(es/as)                               | Derrotado(a)/(os/as)                              | Resultado                |
| Simples feminino – 4ª fase  | Kiki Bertens vs. Madison Keys [15]                | Kiki Bertens vs. Madison Keys [15]                | cancelado                |
| Simples feminino – 4ª fase  | Carla Suárez Navarro [12] vs. Yulia Putintseva    | Carla Suárez Navarro [12] vs. Yulia Putintseva    | cancelado                |
| Simples masculino – 4ª fase | Marcel Granollers vs. Dominic Thiem [13]          | Marcel Granollers vs. Dominic Thiem [13]          | cancelado                |
| Quadra 1                    |                                                   |                                                   |                          |
| Evento                      | Vencedor(a)/(es/as)                               | Derrotado(a)/(os/as)                              | Resultado                |
| Simples masculino – 4ª fase | David Ferrer [11] vs. Tomáš Berdych [7]           | David Ferrer [11] vs. Tomáš Berdych [7]           | cancelado                |
| Simples feminino – 4ª fase  | Simona Halep [6] vs. Samantha Stosur [21]         | Simona Halep [6] vs. Samantha Stosur [21]         | cancelado                |

## Dia 10 (31 de maio)
- Cabeças de chave eliminados:
  - Simples feminino:  Agnieszka Radwańska [2],  Simona Halep [6]

Ordem dos jogos:
| Quadra Philippe Chatrier             | Quadra Philippe Chatrier                                                                    | Quadra Philippe Chatrier                                                                    | Quadra Philippe Chatrier |
| Evento                               | Vencedor(a)/(es/as)                                                                         | Derrotado(a)/(os/as)                                                                        | Resultado                |
| ------------------------------------ | ------------------------------------------------------------------------------------------- | ------------------------------------------------------------------------------------------- | ------------------------ |
| Simples masculino – 4ª fase          | Novak Djokovic [1] vs. Roberto Bautista Agut [14]                                           | Novak Djokovic [1] vs. Roberto Bautista Agut [14]                                           | 3–6, 6–4, 4–1, suspenso  |
| Simples feminino – 4ª fase           | Serena Williams [1] vs. Elina Svitolina [8]                                                 | Serena Williams [1] vs. Elina Svitolina [8]                                                 | cancelado                |
| Duplas mistas – Quartas de final     | Coco Vandeweghe [8] / Bob Bryan [8] vs. Kristina Mladenovic [3] / Pierre-Hugues Herbert [3] | Coco Vandeweghe [8] / Bob Bryan [8] vs. Kristina Mladenovic [3] / Pierre-Hugues Herbert [3] | cancelado                |
| Simples masculino – Quartas de final | Richard Gasquet [9] vs. Andy Murray [2]                                                     | Richard Gasquet [9] vs. Andy Murray [2]                                                     | cancelado                |
| Quadra Suzanne Lenglen               |                                                                                             |                                                                                             |                          |
| Evento                               | Vencedor(a)/(es/as)                                                                         | Derrotado(a)/(os/as)                                                                        | Resultado                |
| Simples feminino – 4ª fase           | Tsvetana Pironkova                                                                          | Agnieszka Radwańska [2]                                                                     | 2–6, 6–3, 6–3            |
| Simples masculino – 4ª fase          | David Ferrer [11] vs. Tomáš Berdych [7]                                                     | David Ferrer [11] vs. Tomáš Berdych [7]                                                     | 2–1, suspenso            |
| Simples feminino – 4ª fase           | Venus Williams [9] vs. Timea Bacsinszky [8]                                                 | Venus Williams [9] vs. Timea Bacsinszky [8]                                                 | cancelado                |
| Simples masculino – Quartas de final | Albert Ramos-Viñolas vs. Stan Wawrinka [3]                                                  | Albert Ramos-Viñolas vs. Stan Wawrinka [3]                                                  | cancelado                |
| Quadra 1                             |                                                                                             |                                                                                             |                          |
| Evento                               | Vencedor(a)/(es/as)                                                                         | Derrotado(a)/(os/as)                                                                        | Resultado                |
| Simples feminino – 4ª fase           | Samantha Stosur [21]                                                                        | Simona Halep [6]                                                                            | 7–60, 6–3                |
| Simples masculino – 4ª fase          | David Goffin [12] vs. Ernests Gulbis                                                        | David Goffin [12] vs. Ernests Gulbis                                                        | 0–3, suspenso            |
| Simples feminino – 4ª fase           | Kiki Bertens vs. Madison Keys [15]                                                          | Kiki Bertens vs. Madison Keys [15]                                                          | cancelado                |
| Duplas femininas – Quartas de final  | Xu Yifan [9] / Zheng Saisai [9] vs. Margarita Gasparyan / Svetlana Kuznetsova               | Xu Yifan [9] / Zheng Saisai [9] vs. Margarita Gasparyan / Svetlana Kuznetsova               | cancelado                |

## Dia 11 (1º de junho)
- Cabeças de chave eliminados:
  - Simples masculino:  Richard Gasquet [9],  David Ferrer [11],  Roberto Bautista Agut [14]
  - Simples feminino:  Venus Williams [9],  Carla Suárez Navarro [12],  Madison Keys [15],  Elina Svitolina [18]
  - Duplas masculinas:  Pierre-Hugues Herbert /  Nicolas Mahut [1],  Rohan Bopanna /  Florin Mergea [6],  Marcin Matkowski /  Leander Paes [16]
  - Duplas femininas:  Chan Hao-ching /  Chan Yung-jan [3],  Andrea Hlaváčková /  Lucie Hradecká [6],  Xu Yifan /  Zheng Saisai [9]
  - Duplas mistas:  Chan Hao-ching /  Jamie Murray [1],  Coco Vandeweghe /  Bob Bryan [8]

Ordem dos jogos:
| Quadra Philippe Chatrier                                | Quadra Philippe Chatrier        | Quadra Philippe Chatrier                 | Quadra Philippe Chatrier |
| Evento                                                  | Vencedor(a)/(es/as)             | Derrotado(a)/(os/as)                     | Resultado                |
| ------------------------------------------------------- | ------------------------------- | ---------------------------------------- | ------------------------ |
| Simples feminino – 4ª fase                              | Serena Williams [1]             | Elina Svitolina [18]                     | 6–1, 6–1                 |
| Simples masculino – 4ª fase                             | Novak Djokovic [1]              | Roberto Bautista Agut [14]               | 3–6, 6–4, 6–1, 7–5       |
| Simples masculino – Quartas de final                    | Andy Murray [2]                 | Richard Gasquet [9]                      | 5–7, 7–63, 6–0, 6–2      |
| Simples feminino – Quartas de final                     | Samantha Stosur [21]            | Tsvetana Pironkova                       | 6–4, 7–66                |
| Quadra Suzanne Lenglen                                  |                                 |                                          |                          |
| Evento                                                  | Vencedor(a)/(es/as)             | Derrotado(a)/(os/as)                     | Resultado                |
| Simples feminino – 4ª fase                              | Timea Bacsinszky [8]            | Venus Williams [9]                       | 6–2, 6–4                 |
| Simples masculino – 4ª fase                             | Tomáš Berdych [7]               | David Ferrer [11]                        | 6–3, 7–5, 6–3            |
| Simples masculino – Quartas de final                    | Stan Wawrinka [3]               | Albert Ramos-Viñolas                     | 6–2, 6–1, 7–67           |
| Simples feminino – Quartas de final                     | Garbiñe Muguruza [4]            | Shelby Rogers                            | 7–5, 6–3                 |
| Quadra 1                                                |                                 |                                          |                          |
| Simples feminino – 4ª fase                              | Kiki Bertens                    | Madison Keys [15]                        | 7–64, 6–3                |
| Simples masculino – 4ª fase                             | David Goffin [12]               | Ernests Gulbis                           | 4–6, 6–2, 6–2, 6–3       |
| Duplas mistas – 2ª fase                                 | Sania Mirza [2] Ivan Dodig [2]  | Alizé Cornet [WC] Jonathan Eysseric [WC] | 66–7, 6–4, [10–8]        |
| Duplas masculinas lendárias abaixo de 45 anos – Grupo B | Juan Carlos Ferrero Carlos Moyá | Arnaud Clément Nicolas Escudé            | 6–2, 7–65                |
| Duplas masculinas lendárias acima de 45 anos – Grupo C  | Pat Cash John McEnroe           | Arnaud Boetsch Henri Leconte             | 6–4, 6–2                 |

## Dia 12 (2 de junho)
- Cabeças de chave eliminados:
  - Simples masculino:  Tomáš Berdych [7],  David Goffin [12]
  - Simples feminino:  Timea Bacsinszky [8]
  - Duplas mistas:  Kristina Mladenovic /  Pierre-Hugues Herbert [3],  Andrea Hlaváčková /  Édouard Roger-Vasselin [6],  Elena Vesnina /  Bruno Soares [5],  Chan Yung-jan /  Max Mirnyi [7]

Ordem dos jogos:
| Quadra Philippe Chatrier                               | Quadra Philippe Chatrier             | Quadra Philippe Chatrier                          | Quadra Philippe Chatrier |
| Evento                                                 | Vencedor(a)/(es/as)                  | Derrotado(a)/(os/as)                              | Resultado                |
| ------------------------------------------------------ | ------------------------------------ | ------------------------------------------------- | ------------------------ |
| Simples masculino – Quartas de final                   | Novak Djokovic [1]                   | Tomáš Berdych [7]                                 | 6–3, 7–5, 6–3            |
| Simples feminino – Quartas de final                    | Serena Williams [1]                  | Yulia Putintseva                                  | 5–7, 6–4, 6–1            |
| Duplas mistas – Semifinais                             | Martina Hingis Leander Paes          | Andrea Hlaváčková [6] Édouard Roger-Vasselin [6]  | 6–3, 3–6, [10–7]         |
| Quadra Suzanne Lenglen                                 |                                      |                                                   |                          |
| Evento                                                 | Vencedor(a)/(es/as)                  | Derrotado(a)/(os/as)                              | Resultado                |
| Simples masculino – Quartas de final                   | Dominic Thiem [13]                   | David Goffin [12]                                 | 4–6, 7–67, 6–4, 6–1      |
| Simples feminino – Quartas de final                    | Kiki Bertens                         | Timea Bacsinszky [8]                              | 7–5, 6–2                 |
| Duplas mistas – Semifinais                             | Sania Mirza [2] Ivan Dodig [2]       | Kristina Mladenovic [3] Pierre-Hugues Herbert [3] | 4–6, 6–3, [12–10]        |
| Quadra 1                                               |                                      |                                                   |                          |
| Duplas masculinas - Quartas de final                   | Feliciano López [15] Marc López [15] | Julien Benneteau [WC] Édouard Roger-Vasselin [WC] | 3–6, 6–4, 7–67           |
| Duplas mistas - Quartas de final                       | Martina Hingis Leander Paes          | Elena Vesnina [5] Bruno Soares [5]                | 6–4, 6–3                 |
| Duplas masculinas lendárias acima de 45 anos – Grupo C | Sergi Bruguera Goran Ivanišević      | Arnaud Boetsch Henri Leconte                      | 6–3, 6–3                 |
| Duplas masculinas lendárias acima de 45 anos – Grupo D | Yannick Noah Cedric Pioline          | Mikael Pernfors Mats Wilander                     | 6–4, 6–4                 |

## Dia 13 (3 de junho)
- Cabeças de chave eliminados:
  - Simples masculino:  Stan Wawrinka [3],  Dominic Thiem [13]
  - Simples feminino:  Samantha Stosur [21]
  - Duplas masculinas:  Ivan Dodig /  Marcelo Melo [3],  Łukasz Kubot /  Alexander Peya [9]
  - Duplas mistas:  Sania Mirza /  Ivan Dodig [2]

Ordem dos jogos:
| Quadra Philippe Chatrier       | Quadra Philippe Chatrier                    | Quadra Philippe Chatrier                | Quadra Philippe Chatrier |
| Evento                         | Vencedor(a)/(es/as)                         | Derrotado(a)/(os/as)                    | Resultado                |
| ------------------------------ | ------------------------------------------- | --------------------------------------- | ------------------------ |
| Simples feminino – Semifinais  | Serena Williams [1]                         | Kiki Bertens                            | 7–67, 6–4                |
| Simples masculino – Semifinais | Andy Murray [2]                             | Stan Wawrinka [3]                       | 6–4, 6–2, 4–6, 6–2       |
| Duplas mistas – Final          | Martina Hingis Leander Paes                 | Sania Mirza [2] Ivan Dodig [2]          | 6–4, 4–6, [10–8]         |
| Quadra Suzanne Lenglen         |                                             |                                         |                          |
| Evento                         | Vencedor(a)/(es/as)                         | Derrotado(a)/(os/as)                    | Resultado                |
| Simples feminino – Semifinais  | Garbiñe Muguruza [4]                        | Samantha Stosur [21]                    | 6–2, 6–4                 |
| Simples masculino – Semifinais | Novak Djokovic [1]                          | Dominic Thiem [13]                      | 6–2, 6–1, 6–4            |
| Duplas femininas – Semifinais  | Caroline Garcia [5] Kristina Mladenovic [5] | Margarita Gasparyan Svetlana Kuznetsova | 6–4, 4–6, 6–3            |
| Quadra 1                       |                                             |                                         |                          |
| Duplas femininas - Semifinais  | Ekaterina Makarova [7] Elena Vesnina [7]    | Barbora Krejčíková Kateřina Siniaková   | 6–4, 6–2                 |
| Duplas masculinas - Semifinais | Feliciano López [15] Marc López [15]        | Ivan Dodig [3] Marcelo Melo [3]         | 6–2, 3–6, 7–5            |
| Duplas masculinas - Semifinais | Mike Bryan [5] Bob Bryan [5]                | Łukasz Kubot [9] Alexander Peya [9]     | 7–5, 6–1                 |

## Dia 14 (4 de junho)
- Cabeças de chave eliminados:
  - Simples feminino:  Serena Williams [1]
  - Duplas masculinas:  Bob Bryan /  Mike Bryan [5]

Ordem dos jogos:
| Quadra Philippe Chatrier                                | Quadra Philippe Chatrier              | Quadra Philippe Chatrier           | Quadra Philippe Chatrier |
| Evento                                                  | Vencedor(a)/(es/as)                   | Derrotado(a)/(os/as)               | Resultado                |
| ------------------------------------------------------- | ------------------------------------- | ---------------------------------- | ------------------------ |
| Simples feminino – Final                                | Garbiñe Muguruza [4]                  | Serena Williams [1]                | 7–5, 6–4                 |
| Duplas masculinas – Final                               | Feliciano López Marc López            | Bob Bryan [5] Mike Bryan [5]       | 4–6, 6–4, [10–8]         |
| Quadra Suzanne Lenglen                                  |                                       |                                    |                          |
| Evento                                                  | Vencedor(a)/(es/as)                   | Derrotado(a)/(os/as)               | Resultado                |
| Duplas femininas lendárias – Final                      | Lindsay Davenport Martina Navrátilová | Conchita Martínez Nathalie Tauziat | 6–3, 6–2                 |
| Duplas masculinas acima de 45 anos lendárias – Grupo D  | Yannick Noah Cédric Pioline           | Mansour Bahrami Richard Krajicek   | 7–65, 2–6, [10–8]        |
| Duplas masculinas abaixo de 45 anos lendárias – Grupo A | Thomas Enqvist Magnus Norman          | Yevgeny Kafelnikov Andrei Medvedev | 4–6, 6–3, [13–11]        |

## Dia 15 (5 de junho)
- Cabeças de chave eliminados:
  - Simples masculino:  Andy Murray [2]
  - Duplas femininas:  Ekaterina Makarova /  Elena Vesnina [7]

Ordem dos jogos:
| Quadra Philippe Chatrier                              | Quadra Philippe Chatrier                    | Quadra Philippe Chatrier                 | Quadra Philippe Chatrier |
| Evento                                                | Vencedor(a)/(es/as)                         | Derrotado(a)/(os/as)                     | Resultado                |
| ----------------------------------------------------- | ------------------------------------------- | ---------------------------------------- | ------------------------ |
| Duplas femininas – Final                              | Caroline Garcia [5] Kristina Mladenovic [5] | Ekaterina Makarova [7] Elena Vesnina [7] | 6–3, 2–6, 6–4            |
| Simples masculino – Final                             | Novak Djokovic [1]                          | Andy Murray [2]                          | 3–6, 6–1, 6–2, 6–4       |
| Quadra Suzanne Lenglen                                |                                             |                                          |                          |
| Evento                                                | Vencedor(a)/(es/as)                         | Derrotado(a)/(os/as)                     | Resultado                |
| Duplas masculinas acima de 45 anos lendárias – Final  | Sergi Bruguera Goran Ivanišević             | Yannick Noah Cédric Pioline              | 6–3, 7–62                |
| Duplas masculinas abaixo de 45 anos lendárias – Final | Juan Carlos Ferrero Carlos Moyá             | Sébastien Grosjean Fabrice Santoro       | 6–4, 6–4                 |
| Quadra 1                                              |                                             |                                          |                          |
| Simples feminino juvenil – Final                      | Rebeka Masarova [12]                        | Amanda Anisimova [2]                     | 7–5, 7–5                 |
| Simples masculino juvenil – Final                     | Geoffrey Blancaneaux                        | Félix Auger-Aliassime [11]               | 1–6, 6–3, 8–6            |